# تمیم بن حمد آل ثانی
تمیم بن حمد بن خلیفه آل‌ثانی (زاده ۳ ژوئن ۱۹۸۰ در دوحه) امیر قطر است. او در حال حاضر جوانترین حکمران در بین کشورهای عضو شورای همکاری خلیج فارس است. وی همچنین رئیس هیئت مدیره سازمان سرمایه‌گذاری قطر است. شیخ تمیم چهارمین فرزند حمد بن خلیفه آل ثانی از همسر دوم وی یعنی شیخه موزا بنت ناصر است. تمیم از سال ۲۰۱۸ جوانترین پادشاه در حال سلطنت در میان کشورهای شورای همکاری خلیج فارس است. پدر وی شیخ حمد بن خلیفه در تاریخ ۲۵ ژوئن ۲۰۱۳ از قدرت کناره‌گیری کرد و شیخ تمیم را به عنوان امیر قطر معرفی و منصوب نمود. تمیم بن حمد آل‌ثانی در سال ۲۰۲۳ توسط پلیتیکو به عنوان قدرتمندترین حاکم عرب در جهان معرفی شد. وی در سال ۲۰۲۲ به عنوان دومین فرد در لیست بانفوذترین مسلمان جهان انتخاب شد. وی به همراه شیخ حمد بن خلیفه مبتکر و حامی سند چشم‌انداز ملی ۲۰۳۰ قطر بوده است که در سال ۲۰۰۸ تدوین شد. بر اساس این سند، قطر تا سال ۲۰۳۰ باید به میزان قابل توجهی از توسعه در چهار حوزه‌ی اقتصادی، اجتماعی، انسانی و زیست محیطی دست یافته باشد‌.

## زندگی
شیخ تمیم پس از فارغ‌التحصیلی از سندهرست به عنوان ستوان دوم در نیروهای مسلح قطر مأمور به خدمت شد. شیخ تمیم در سال ۲۰۰۵ به عنوان معاون فرمانده کل نیروهای مسلح قطر منصوب گشت.
وی در در پنجم اوت ۲۰۰۳ به عنوان ولیعهد قطر تعیین شد. در این زمان برادر بزرگتر وی شیخ جاسم از ادعای خود برای کسب این عنوان صرف نظر کرد. شیخ تمیم از آن زمان به بعد در تعدادی از کنفرانس‌های بین‌المللی به عنوان نماینده کشورش حضور یافت.
شیخ تمیم در ۲۵ ژوئن ۲۰۱۳ با کناره‌گیری پدرش، شیخ حمد بن خلیفه آل ثانی، به عنوان هشتمین امیر کشور قطر منصوب شد.

### تحصیلات
شیخ تمیم بن حمد آل ثانی در سال ۱۹۹۷ در مدرسه شربورن واقع در دورست و مدرسه هرو واقع در لندن انگلستان دوره دبیرستان خود را به پایان رساند. پس از آن از مدرسه نظامی سلطنتی سندهرست انگلستان فارغ‌التحصیل شد. وی به سه زبان عربی، انگلیسی و فرانسه تسلط دارد.

### جانشین

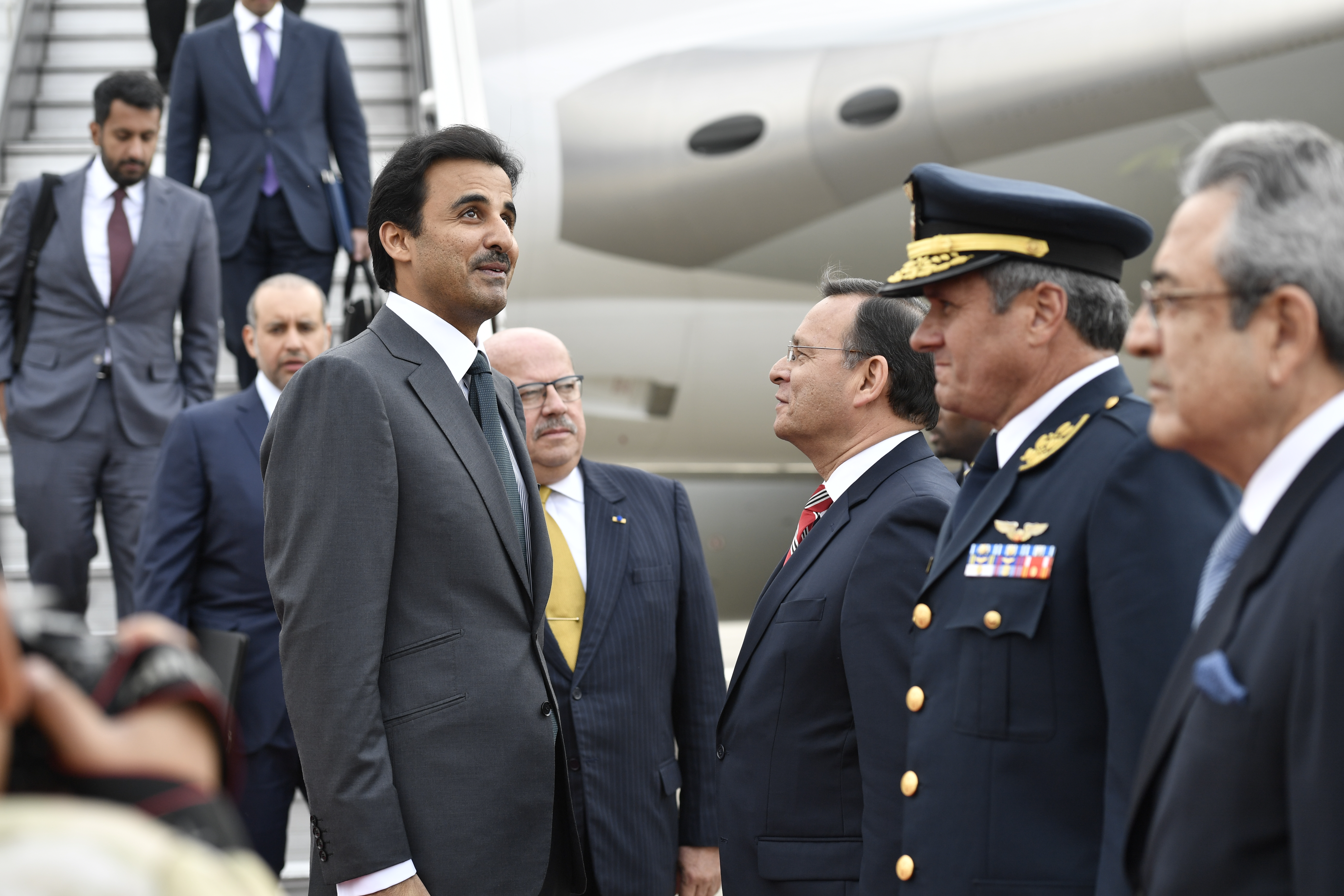
امیر قطر در پرو ۲ اکتبر ۲۰۱۸

در تاریخ ۱۱ نوامبر ۲۰۱۴، عبدالله بن حمد بن خلیفه آل ثانی، برادر جوانتر و ناتنی خود را به عنوان ولیعهد خود برگزید.

## فعالیت‌ها

### رئیس سرمایه‌گذاری
تمیم بن حمد بن خلیفه آل ثانی رئیس هیئت مدیره سازمان سرمایه‌گذاری قطر است.
سازمان سرمایه‌گذاری قطر، شرکت سرمایه‌گذاری و صندوق ذخیره ارزی دولت قطر است که در زمینه مدیریت سرمایه‌گذاری و سرمایه‌گذاری خارجی فعالیت می‌کند که در سال ۲۰۰۵ توسط دولت قطر تأسیس شد.این سازمان در کشور قطر نیز سرمایه‌گذاری کرده و دارای سهام در شرکت قطر ایرویز و بانک ملی قطر است. سازمان سرمایه‌گذاری قطر تحت حمایت و مدیریت شیخ تمیم سهامدار یا مالک بخش اعظمی از کمپانی‌های بزرگ همچون، ولنتینو، زیمنس، پرنتان، هرودز، برج شارد، بارکلیز، فرودگاه هیترو لندن، باشگاه فوتبال پاری سن-ژرمن، گروه فولکس‌واگن، رویال داچ شل، بنک آو آمریکا، بانک کشاورزی چین، تیفانی اند کو.، سانتاندر برزیل، بلک‌بری و سینزبوریز است.

### تغییرات دولت
در دو دوره در ژانویه ۲۰۱۳ و ۲۰۱۶، تمیم کابینه ای را که پدرش به کار گرفته بود را دچار تغییرات اساسی کرد. وی وزیر خارجه جدیدی را معرفی کرد و محمد بن عبدالرحمن آل ثانی را جایگزین خالد بن محمد العطیه کرد، وی در ادامه دست به تغییر در وزارت دفاع زد و در ادامه حصه الجابر را به عنوان وزیر فناوری اطلاعات و ارتباطات در کابینه خود منصوب کرد، که اولین زن در دولت وی بود. تمیم به منظور صرفه جویی در هزینه کشور چندین وزارتخانه از جمله ارتباطات، حمل و نقل، فرهنگ و جوانان و ورزش را ادغام کرد.

### اقامت، حقوق بشر و کارگر
در سال ۲۰۱۴ در پی کنفرانس آینده قطر، وی اعلام کرد که مردم «مهم‌ترین سرمایه» قطر هستند و منافع آن‌ها اولویت اصلی دولت خواهد بود. در حال حاضر مشارکت نیروی کار زن در قطر تقریباً ۵۱ درصد است که بالاتر از میانگین جهان است و بالاترین میزان در جهان عرب است.
در سال ۲۰۱۴، تمیم قانون جرایم اینترنتی جدیدی را تصویب کرد، که گفته می‌شد بخشی از توافق‌نامه کشورهای خلیج فارس برای جرم انگاری توهین آنلاین به خانواده‌های سلطنتی منطقه از طریق اینترنت است. این اقدام شیخ تمیم مورد انتقاد برخی از سازمان‌های مردم نهاد قرار گرفت. سرعت اینترنت در کشور قطر بنا به گفته نت‌ایندکس جزو سه کشور برتر جهان است.
شیخ تمیم دو قانون حمایت از حقوق کارگران، که شامل بندهایی در مورد حداکثر ساعت کار و حق مرخصی سالانه بود را در سال ۲۰۱۷ تصویب کرد. قطر مانند دیگر کشورهای عرب حاشیه خلیج فارس قوانین پشتیبان ویزا دارد که به‌طور گسترده به عنوان برده داری مدرن مورد انتقاد قرار گرفته‌است. بر اساس قوانین قطر، پشتیبان‌های ویزا به صورت یکجانبه توانایی لغو مجوز اقامت کارگران، سلب اختیار از کارگران برای تغییر کارفرمای خود، گزارش کارگر به پلیس به عنوان متواری، و ممنوع‌الخروج کردن کارگران را دارند. در ۴ سپتامبر ۲۰۱۸، امیر تمیم بن حمد آل ثانی فرمانی را تصویب و صادر کرد که به موجب آن قطر اولین کشور عرب خلیج فارس شد که به خارجی‌ها اقامت دائم اعطا می‌کند. طبق این قانون سالانه به ۱۰۰ نفر که بیش از ۲۰ سال در قطر زندگی کرده‌اند. این قانون غیرقطری‌هایی که مادر قطری دارند، و همچنین افراد با مهارت‌های ارزشمند را در اولویت قرار می‌دهد. طبق این قانون، مقیمان دائم مانند شهروندان قطری از خدمات تأمین اجتماعی چون خدمات بهداشتی رایگان و تحصیل در مدارس دولتی بهره‌مند می‌شوند و برای گرفتن مشاغل دولتی به آنها اولویت داده می‌شود. دو قانون حفاظت از حقوق کارگران، که شامل مقررات حداکثر ساعات کار و حقوق سالانه بود، توسط شیخ تمیم در سال ۲۰۱۷ تصویب شد. در ماه نوامبر سال ۲۰۱۷، قطر و سازمان بین‌المللی کار، یک برنامه همکاری فنی را برای بهبود شرایط کار و حقوق کار را آغاز کردند. پس از تصویب این تفاهمنامه در تاریخ ۳۰ اوت ۲۰۲۰ بر اساس قانون شماره ۱۹ کارگران مهاجر اکنون می‌توانند قبل از پایان قرارداد خود شغل خود را تغییر دهند بدون اینکه ابتدا مجبور به دریافت گواهینامه از کارفرمای خود گردند.

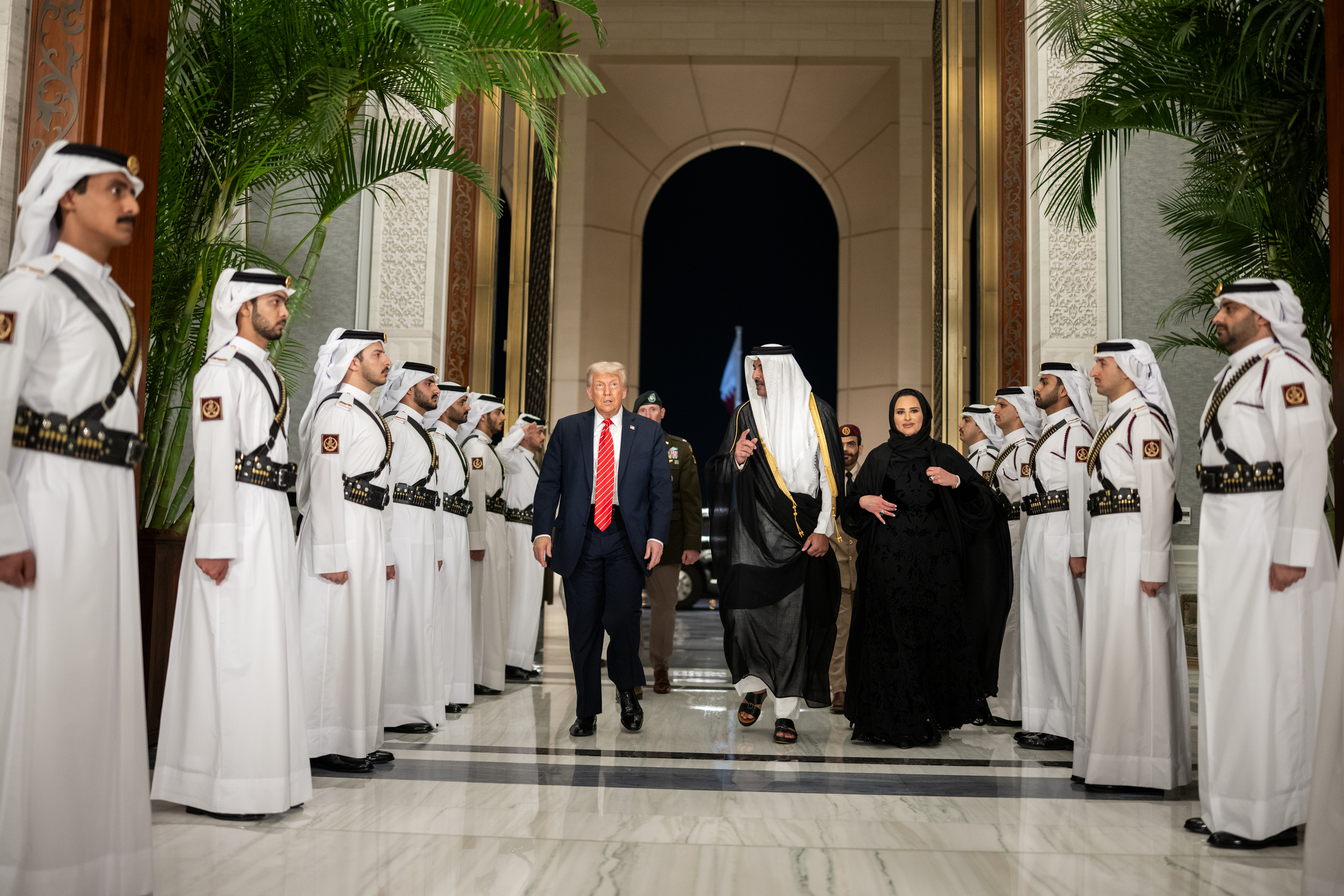
شیخ تمیم و شیخه جواهر و دونالد ترامپ رئیس جمهور آمریکا در کاخ لوسیل ۱۴ مه ۲۰۲۵

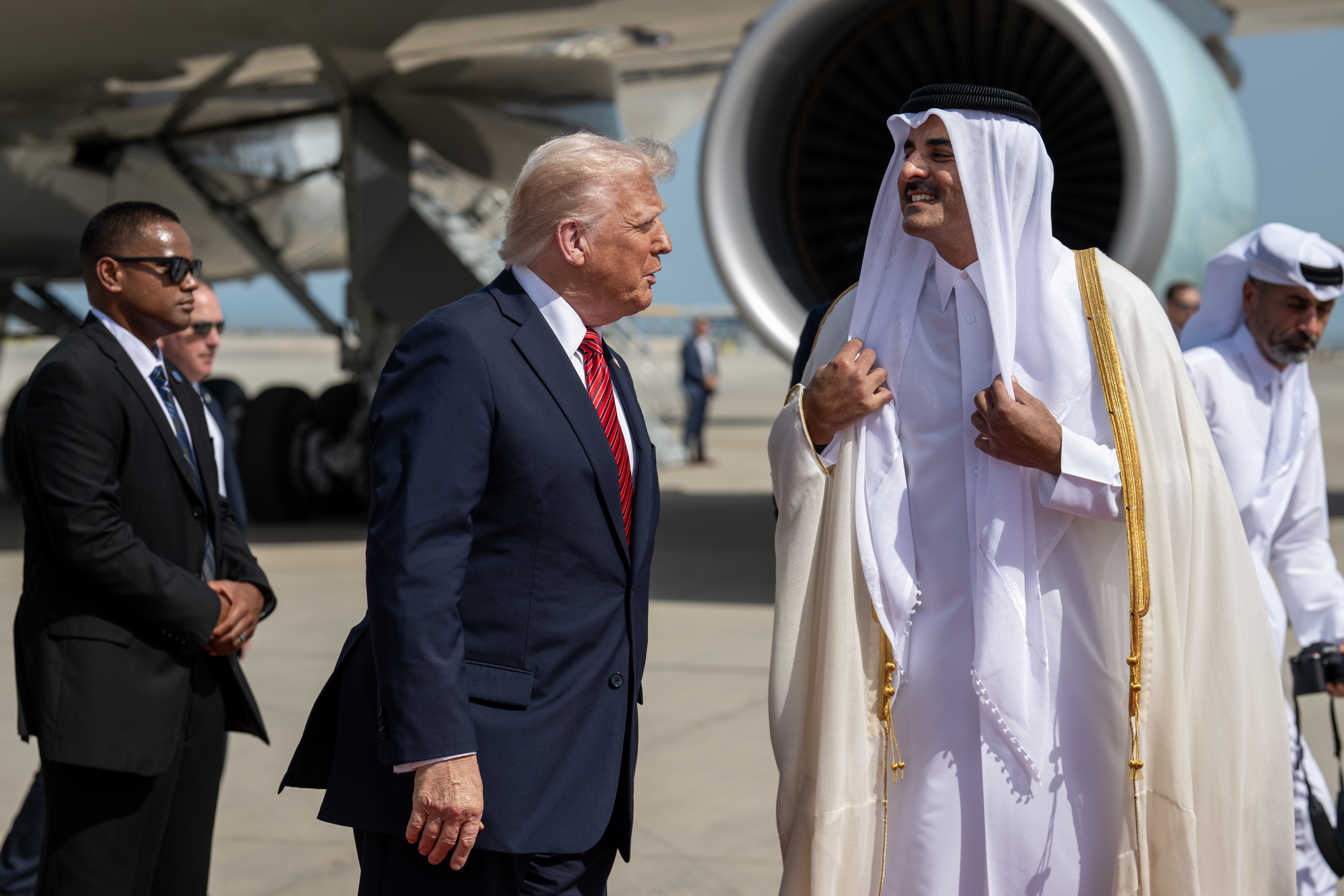
شیخ تمیم و دونالد ترامپ رئیس جمهور آمریکا در فرودگاه حمد دوحه ۱۴ مه ۲۰۲۵

### سیاست

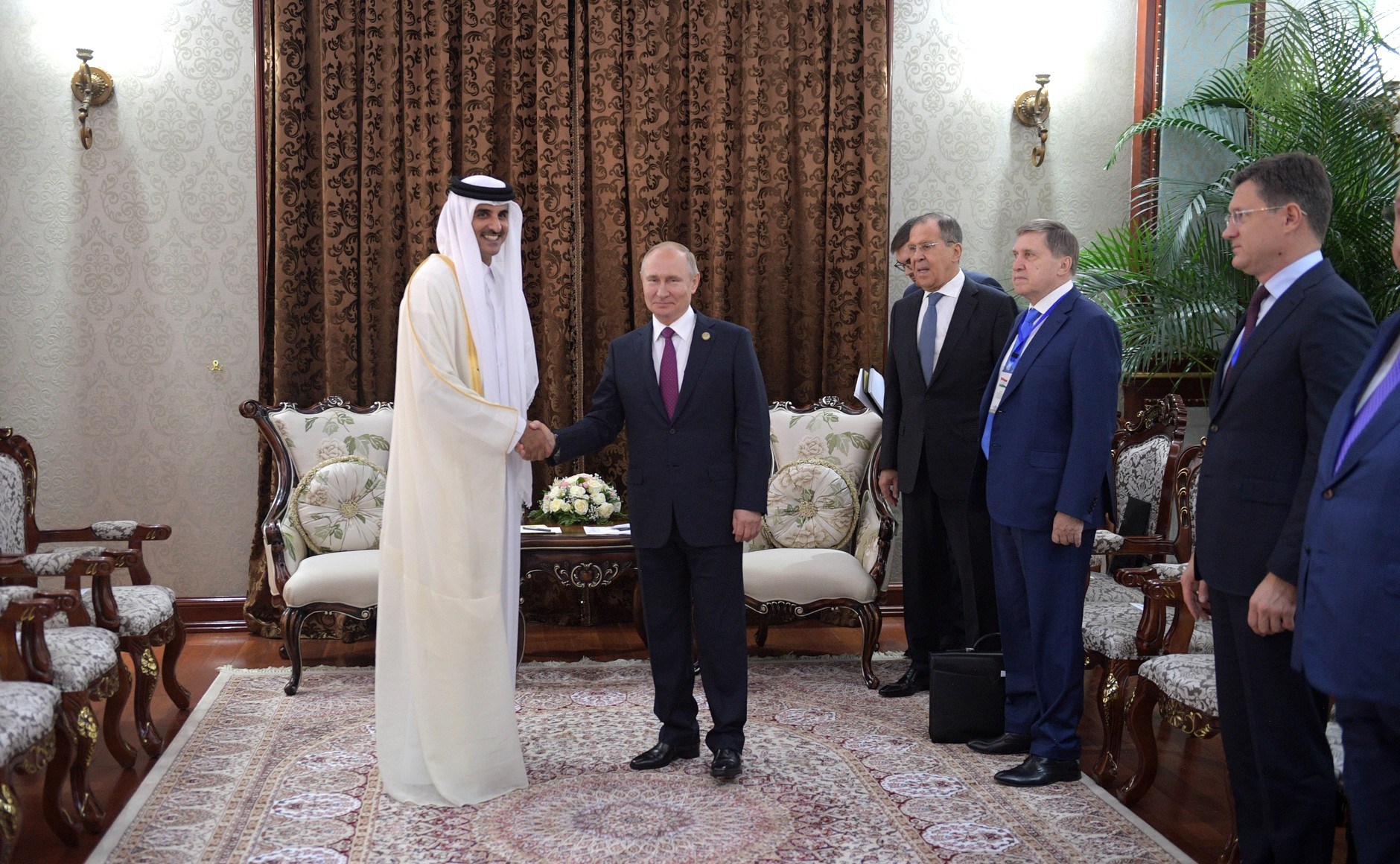
دیدار امیر قطر و ولادیمیر پوتین ۱۹ ژوئن ۲۰۱۹

شیخ تمیم روابط بسیار خوبی با غرب از جمله با آمریکا و فرانسه دارد. شیخ تمیم در اواخر اکتبر ۲۰۱۳ سفر منطقه ای خود را در خلیج فارس انجام داد. وی قبل از رسیدن به قدرت، به جای پدرش در تعدادی از کنفرانس‌های بین‌المللی به عنوان نماینده کشورش حضور یافت.
در اکتبر ۲۰۱۴، شیخ تمیم با دیوید کامرون نخست‌وزیر و ملکه الیزابت دوم در نخستین سفر رسمی اش به انگلیس دیدار کرد.
شیخ تمیم در طی دوران حاکمیت خود از دو جنبش اسلام‌گرای حماس و اخوان‌المسلمین حمایت کرده‌است. وی در سال ۲۰۱۷ دو تفاهمنامه نظامی و تجاری با فرانسه و ایالات متحده آمریکا و همچنین هند امضا نمود.
بزرگ‌ترین بحران روابط سیاسی قطر در سال ۲۰۱۷ میلادی در دوران حاکمیت وی با قطع روابط دیپلماتیک چهار کشور عربی به محوریت عربستان سعودی به وقوع پیوست. تنش در روابط قطر با برخی کشورهای عربی در سال ۲۰۱۳ و به دنبال سرنگونی محمد مرسی، رئیس‌جمهور اسلامگرای مصر توسط ارتش این کشور نمایان شد. روابط قطر با مصر پس از به قدرت رسیدن عبدالفتاح سیسی، رئیس‌جمهوری مصر رو به تیرگی گذاشت. مصر و برخی دیگر از کشورهای عربی قطر را به حمایت از اخوان المسلمین متهم می‌کردند. این در حالی است که عربستان و امارات متحده عربی از دولت جدید مصر حمایت می‌کردند. در سال ۲۰۱۷ تعداد زیادی از کشورهای عربی از این اقدام عربستان پشتیبانی کرده و ارتباط خود را با قطر قطع کردند. پیرو این حادثه تمامی راه‌های زمینی، دریایی و هوایی عربستان و کشورهای همسو با قطر بسته شد و در جریان آن از قطر خواسته شد تا تمامی روابط دیپلماتیک خود را با ایران قطع کند و تمامی دفاترش در ایران را ببندد اما شیخ تمیم در مقابل این عمل ایستادگی کرد. پس از این موضوع مردم قطر با نوشتن عبارت گرافیتی تمیم المجد بر روی دیوار منقش به تصویر شیخ تمیم امیر قطر حمایت خود را از وی اعلام کردند.
قطر در ماه فوریه ۲۰۲۰، توافقنامه دوحه را برگزار کرد که خواستار خروج کامل نیروهای آمریکایی از افغانستان شد. مفاد این پیمان شامل خروج تمام نیروهای آمریکایی و ناتو از افغانستان، تعهد طالبان برای جلوگیری از فعالیت القاعده در مناطق تحت کنترل‌شان و مذاکرات بین طالبان و جمهوری اسلامی افغانستان بود.

#### بحران با کشورهای عربی حوزه خلیج فارس

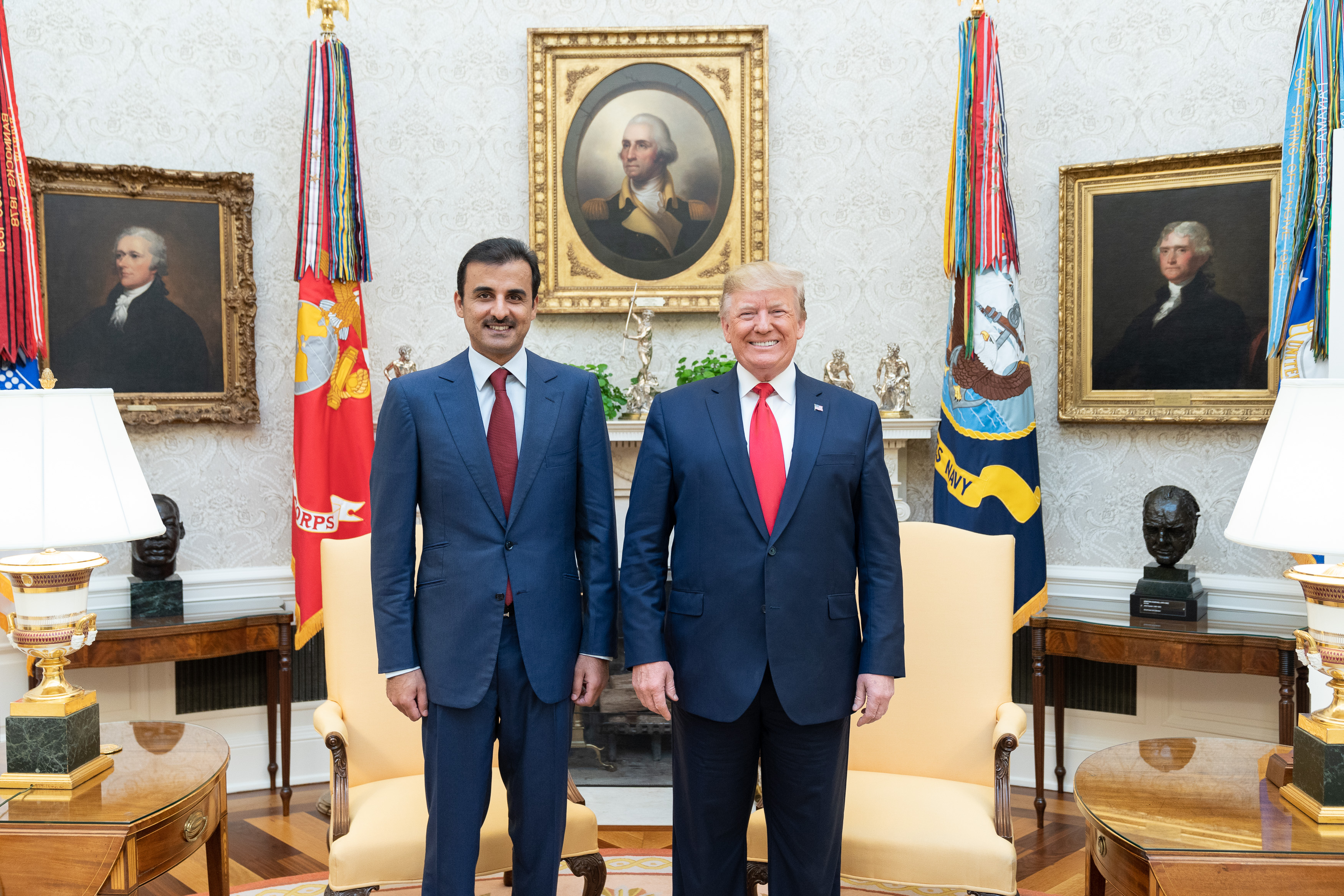
دیدار دیدار امیر قطر و دونالد ترامپ ۹ ژوئیه ۲۰۱۹

بزرگ‌ترین بحران در روابط سیاسی قطر در ۲۰۱۷ میلادی و قطع روابط دیپلماتیک چهار کشور عربی به محوریت عربستان سعودی به وقوع پیوست. سپس تعداد زیادی از کشورهای عربی از این اقدام پشتیبانی کرده و ارتباط خود را با قطر قطع کردند. پیرو این حادثه تمامی راه‌های زمینی، دریایی و هوایی عربستان و کشورهای همسو با قطر بسته شد و در جریان آن از قطر خواسته شد تا تمامی روابط دیپلماتیک خود را با ایران قطع کند. ابتدا چهار کشور عربستان سعودی، مصر، امارات متحده عربی، بحرین به محوریت عربستان سعودی با قطر قطع روابط دیپلماتیک نمودند، پس از آن برخی کشورهای عربی از این اقدام عربستان سعودی پشتیبانی کرده و روابط خود را با قطر قطع کردند. کشورهایی که به عربستان سعودی پیوستند عبارت بودند از لیبی، یمن، مالدیو، سنگال، موریتانی، چاد، کومور، نیجر و گابن که به کارزار عربستان سعودی علیه قطر پیوستند. دولت اردن نیز شامگاه سه‌شنبه ۶ ژوئن ۲۰۱۷ اعلام کرد که سطح مناسبات دیپلماتیک خود را با قطر کاهش می‌دهد.
این نخستین بار نبود که کشورهای عربی حوزه خلیج فارس با قطر وارد تنش جدی می‌شوند. پیرو این چالش در تاریخ ۵ ژوئن ۲۰۱۷ روابط تمامی راه‌های زمینی، دریایی و هوایی عربستان و کشورهای همسو با قطر بسته شد. این کشورها ادعا کرده بودند که پادشاه قطر (تمیم بن حمد بن خلیفه آل ثانی) چندی پیش طی یک سخنرانی ایران را قدرتی بزرگ و ضامن ثبات در منطقه خوانده و حماس را نماینده فلسطینیان دانسته بود. گفته‌شد این سخنان امیر قطر موجب ناخشنودی دولت‌های عرب حوزه خلیج فارس مخصوصاً عربستان سعودی شد. نخست وزیران امور خارجه چهر کشور از وی خواستند که خودش را به لحاظ نظامی، سیاسی، اجتماعی و اقتصادی و دیگر امور اقتصادی با سایر کشورهای خلیج فارس و کشورهای عربی همسو کند و همچنین درخواست کردند که این تقاضا را ظرف ۱۰ روز قبول کند وگرنه بی‌اعتبار شده و روابط همچنان تیره خواهند ماند اما دولت قطر توانست با تعیین جایگزین تجاری و اقتصادی یعنی ایران و ترکیه این محاصره یا بخش گسترده‌ای از آن را بشکند. در نهایت، با فشار ایالات متحده آمریکا در واپسین روزهای ریاست‌جمهوری دونالد ترامپ به کشورهای تحریم‌کننده قطر، این کشورها حاضر شدند بدون حل و فصل موارد مورد اختلاف، به محاصره همه‌جانبه خود علیه این کشور پایان دهند و محمد بن سلمان از تمیم بن حمد آل ثانی، امیر قطر، دعوت کرد تا در چهل و یکمین نشست شورای همکاری خلیج فارس، شرکت کند و بدین‌سان، روابط این کشورها در این دوره به وضعیت عادی بازگشت.

### اقتصاد و توسعه
اقتصاد قطر یکی از ثروتمندترین کشورهای جهان بر اساس سرانه تولید ناخالص داخلی است که در بین داده‌های سال‌های ۲۰۱۵ و ۲۰۱۶ در رده‌های پنجم و هفتم جهانی قرار دارد که توسط بانک جهانی، سازمان ملل و صندوق بین‌المللی پول جمع‌آوری شده‌است. یکی از اولین اقدامات تمیم پس از به قدرت رسیدن، ساده‌سازی بوروکراسی با تجزیه تعدادی از موسسات موازی مانند برنامه ملی امنیت غذایی قطر بود که در وزارتخانه‌های اقتصاد و کشاورزی گنجانیده شد. تمیم طبق سخنرانی افتتاحیه خود در برابر مردم در تاریخ ۲۶ ژوئن ۲۰۱۳، اعلام کرد به تنوع بخشیدن به اقتصاد کشور به دور از هیدروکربن‌ها ادامه خواهد داد.
از زمان رسیدن به قدرت، دولت تمیم، جاده‌ها را در سرتاسر پایتخت گسترش داد و در همین راستا یک سیستم متروی جدید ایجاد کرد و یک فرودگاه جدید یعنی فرودگاه بین‌المللی حمد را به بهره‌برداری رساند. اصلاحات جدید دولت قطر به منظور افزایش کارایی، و وجود نظم و انضباط آغاز شد. بر اساس دست آودهای متعدد شیخ تمیم برآورد شده که حجم تولید قطر از گاز طبیعی تا سال ۲۰۲۴ به میزان ۴۲ درصد رشد داشته باشد. وی در بخش حمل و نقل شرکت هواپیمایی قطر ایرویز را توسعه داد و در سال ۲۰۱۲ و ۲۰۱۳ این شرکت به عنوان بهترین ایرلاین جهان شناخته شد. شیخ تمیم حمایت خود را از سند چشم‌انداز ۲۰۳۰ کشور قطر که بر پایه چهار اصل توسعه انسانی، اجتماعی، اقتصادی و زیست‌محیطی استوار است را بارها اعلام کرده‌است. وی بر در بخش توسعه اقتصادی بر استفاده از درآمد حاصل از منابع طبیعی قطر برای سوق دادن اقتصاد کشور به سوی سایر منابع درآمدزایی و در بخش توسعه زیست‌محیطی، بر توسعه با حداقل آسیب به طبیعت و ایجاد فرصت‌های گردشگری تأکید شده‌است. پروژه مروارید قطر در دوحه که یک جزیره مصنوعی با مساحتی تقریباً چهار کیلومتر مربع است در سال ۲۰۱۶ ایجاد شد. قطر برای غلبه بر مشکلات کم‌آبی و نیز مقابله با چالش‌های کمبود آب شیرین خود اقدام به اجرای پروژه مخازن حفظ سلامت آب مگا کرد. این امر نقطه عطفی در تاریخ قطر خواهد بود زیرا تمرکز اصلی پروژه مذکور بر تأمین نیازهای آب آشامیدنی و حفظ سلامت آب در طول سال‌های بحران و شرایط اضطراری بوده و این هدف با چشم‌انداز ۲۰۳۰ ملی قطر، کاملاً منطبق است. از سویی اجرای این پروژه و راه‌اندازی بزرگ‌ترین مخزن آب شیرین‌کن در جهان، بیانگر توجه و اهمیت مقامات مسئول به امنیت ملی کشور قطر است که توسط شیخ تمیم دستور ایجاد آن داده شد. اولین انتخابات پارلمانی قطر در ۲ اکتبر ۲۰۲۱ با فرمان امیر تمیم بن حمد برگزار گشت.

### ورزش و هنر و آموزش

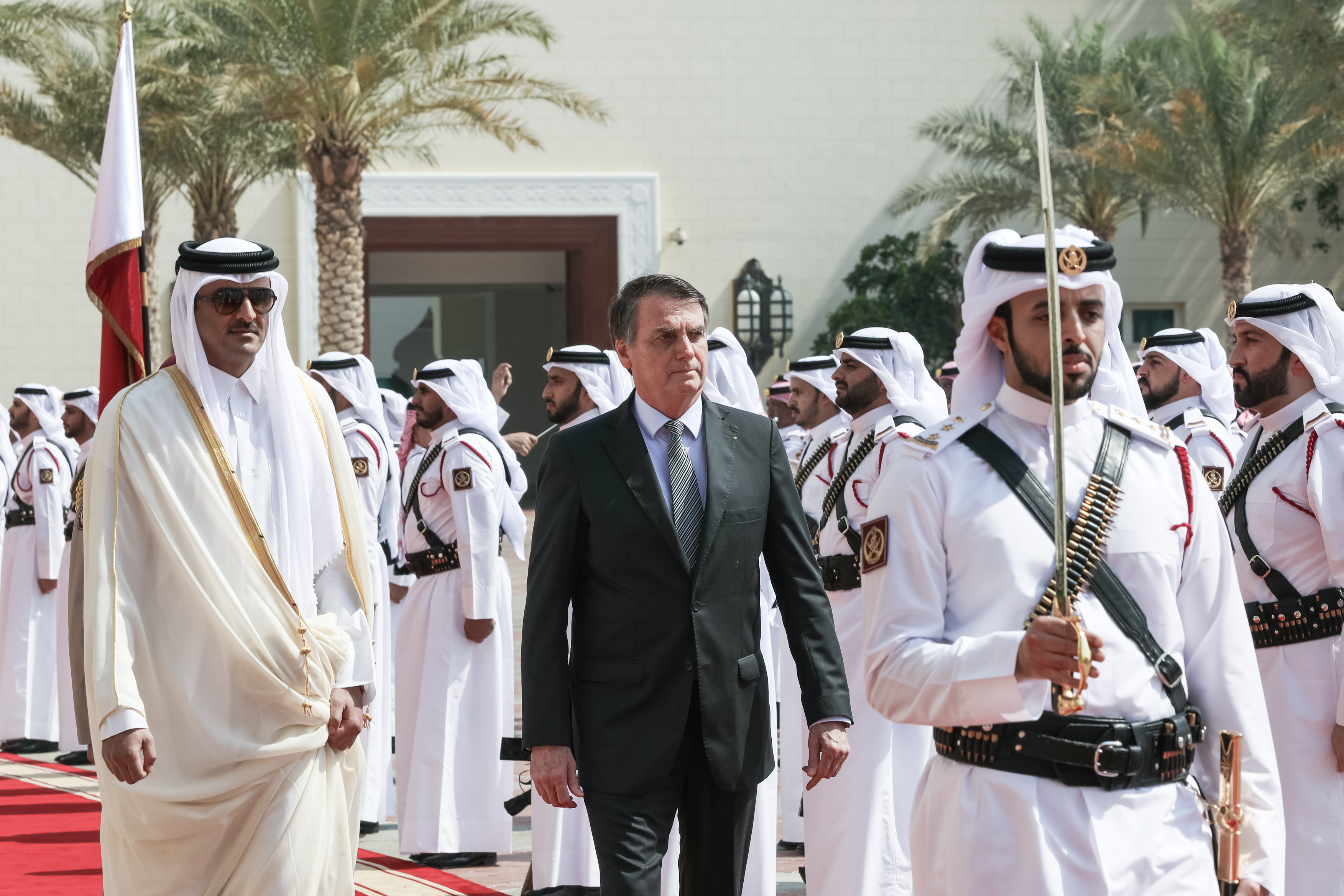
دیدار امیر قطر و ژائیر بولسونارو ۲۸ اکتبر ۲۰۱۹

شیخ تمیم در بخش ورزش بسیار فعال است. وی به عنوان بخشی از تلاش خود برای اعتلای قطر در سطح بین‌المللی تلاش‌های زیادی انجام داد. وی در سال ۲۰۰۵ سرمایه‌گذاری ورزشی اوریکس قطر را تأسیس کرد. در میان سایر سرمایه‌گذاری‌ها در سال ۲۰۰۶، او ریاست کمیته برگزاری پانزدهمین بازی‌های آسیایی دوحه را بر عهده داشت. به رهبری شیخ تمیم، همه کشورهای عضو برای اولین بار در تاریخ در این رویداد ورزشی شرکت کردند. در همین سال رزونامه الأهرام مصر به شیخ تمیم لقب «بهترین شخصیت ورزشی در جهان عرب» را داد. تحت هدایت وی، قطر حق میزبانی یک دوره مسابقات جهانی شنا (۲۵ متر) و چهار دوره مسابقات والیبال قهرمانی باشگاه‌های جهان را به دست آورد. با مدیریت وی قطر به عنوان میزبان جام جهانی فوتبال ۲۰۲۲ انتخاب شد. این نخستین باری است که کشوری از منطقه خاورمیانه به عنوان میزبان جام جهانی فوتبال انتخاب می‌شود. به گزارش فیفا کشورهای استرالیا، ژاپن، آمریکا، کره جنوبی و قطر کاندیداهای میزبانی جام جهانی بودند. بر اساس آمار و ارقام منتشرشده انتظار می‌رود ارزش بخش ساخت‌وساز در قطر تا سال ۲۰۲۰ به ۱۰۶٫۹ میلیارد دلار برسد. در این میان، آماده شدن این کشور برای میزبانی جام جهانی ۲۰۲۲، تأثیر قابل توجهی بر رشد این صنعت دارد. قطر برای جام جهانی ساخت ۱۲ ورزشگاه مدرن را آغاز کرد.
شیخ تمیم مالک ۱۰۰٪ درصد از سهام باشگاه فوتبال پاری سن ژرمن و باشگاه ورزشی الغرافه است. وی همچنین مالک باشگاه ورزشی الدحیل است که با ادغام باشگاه‌های لخویا و الجیش تأسیس شد.
در زمان حاکمیت شیخ تمیم زمان رویدادهای فرهنگی و هنری نیز به شکل گسترده در جریان است. فستیوال هنرهای تجسمی در شهرک فرهنگی- هنری کتارا که به دست وی ساخته شده‌است همه ساله شکل می‌گیرد و بیش از ۲۰۵ هنرمند از ۶۵ کشور از سراسر جهان در این رویداد حضور دارند. طی سال‌های اخیر، قطر توانسته سه موزه تراز اول در دوحه، پایتخت این کشور راه اندازی کند. در ادامه توسعه موزه‌های شیخ تمیم دستور ایجاد سازمان توسعه فرهنگی را داد و بعد از آن آثار متعددی از سراسر جهان برای این موزه‌ها توسط خواهر وی میاسه بنت حمد بن خلیفه آل ثانی خریداری می‌شود. همچنین سالانه در موزه‌ها نمایشگاه خطاطی و خوشنویسی، فرش و هنر اسلامی و کتاب برگزار می‌گردد. یکی دیگر از اهداف سند چشم‌انداز قطر ۲۰۳۰ توسعه سینما قطر در قالب مؤسسه فیلم دوحه است. در زمینه ایجاد یک اقتصاد مبتنی بر پیشرفت‌های علمی، تحقیقی و نوآوری فنی، قطر با سرمایه‌گذاری‌های هنگفت 'بنیاد قطر' در نظر دارد که این کشور را مبدل به پایتخت دانشگاهی در منطقه کند. در این راستا، دانشگاه‌های بزرگ و معروف جهان از جمله جرج تاون، دانشگاه کرنل، دانشگاه لندن، دانشگاه نورت‌وسترن آمریکا و مدرسه مطالعات عالی بازرگانی پاریس، قسمت‌های عمده ای از فعالیت‌های خود را در دوحه، پایتخت قطر مستقر کرده‌اند تا در زمینه‌های علمی و تحقیقی در قالب فرهنگی در خاورمیانه پیشتاز باشند. در سال ۲۰۱۹ حدود ۲۰ میلیارد ریال قطر معادل ۵٫۴ میلیارد دلار از بودجه قطر به بخش آموزش عالی اختصاص یافت که این میزان معادل ۹٫۵ درصد از کل هزینه‌های دولت را شامل می‌شود. براساس گزارشی که از سوی مجمع جهانی اقتصاد در داووس صادر شده‌است، قطر از نظر شاخص مهارت‌های آینده نیروی کار رتبه ۵ در سطح جهان و رتبه ۸ را در شاخص مهارت‌های فارغ‌التحصیل دارد. کتابخانه ملی قطر که با بیش از یک میلیون کتاب و پانصد هزار نسخه دیجیتال، در مساحت ۴۲ هزار متر مربع، کارمندانی از ۳۹ کشور مختلف و ۱۴۴ هزار عضو فعال، به عنوان بزرگ‌ترین کتابخانه موجود در خاورمیانه محسوب می‌شود در محوطه شهر آموزش قرار دارد.

## زندگی شخصی
به گزارش اکونومیست شخصیت شیخ تمیم توسط نزدیکان او دوستانه، مطمئن و صریح توصیف شده‌است. همچنین از وی به عنوان یک فرد باهوش و حسابگر نام برده می‌شود. وی در سیاست به عنوان رهبری عملگرا شناخته می‌شود.
تمیم بن حمد بن خلیفه آل ثانی سه همسر و ۱۲ فرزند دارد.
شیخ تمیم بن حمد آل ثانی در سال ۲۰۰۵ با جواهر بنت حمد بن سحیم آل ثانی ازدواج کرد و از وی دارای چهار فرزند است:
- میاسه، زاده ۱۵ ژانویهٔ ۲۰۰۶ ‏(۱۹ سال)
- حمد، زاده ۱۰ اکتبر ۲۰۰۸ ‏(۱۶ سال)
- عائشه، زاده ۲۰۱۰ (۱۴–۱۵ سال)
- جاسم زاده ۱۲ ژوئن ۲۰۱۲ ‏(۱۳ سال)

در سال ۲۰۰۹ برای دومین بار با العنود مانع الهاجری ازدواج کرد و از وی پنج فرزند دارد:
- نائله، زاده ۲۷ مهٔ ۲۰۱۰ ‏(۱۵ سال)
- عبدالله، زاده ۲۹ سپتامبر ۲۰۱۲ ‏(۱۲ سال)
- روضه، زاده ۲۰۱۴ (۱۰–۱۱ سال)
- قعقاع، زاده ۳ اکتبر ۲۰۱۵ ‏(۹ سال)
- موزا، زاده ۱۹ مهٔ ۲۰۱۸ ‏(۷ سال)

در سال ۲۰۱۴ برای سومین بار با نوره بنت هذال الدوسری ازدواج کرد و از وی سه فرزند به نامهای زیر دارد:
- جوعان، ۲۷ مارس ۲۰۱۵ ‏(۱۰ سال)
- محمد، ۱۷ ژوئیهٔ ۲۰۱۷ ‏(۸ سال)
- فهد، ۱۶ ژوئن ۲۰۱۸ ‏(۷ سال)

## پست‌ها
- رئیس شورای عالی طبیعت و محیط زیست
- رئیس شورای عالی آموزش
- رئیس هیئت مدیره اداره اشتغال عمومی و اداره کل برنامه‌ریزی و توسعه شهری
- رئیس شورای عالی فناوری اطلاعات و ارتباطات قطر
- رئس هیئت مدیره اداره سرمایه‌گذاری قطر
- رئیس هیئت دبیران دانشگاه قطر
- رئیس کمیته المپیک قطر
- معاون فرمانده نیروهای مسلح قطر
- معاون رئیس شورای خانواده حاکم بر قطر
- نایب رئیس شورای عالی امور اقتصادی و سرمایه‌گذاری
- معاون رئیس کمیته عالی هماهنگی و پیگیری
- عضو کمیته بین‌المللی المپیک
- عضو کمیته ورزش برای همه

## افتخارات
- قطر:
  - رهبر بزرگ نشان استقلال (۲۵ ژوئن ۲۰۱۳).[۱۹]
  - رهبر بزرگ نشان مریت (۲۵ ژوئن ۲۰۱۳).[۲۰]
- بحرین: عضو طبقه خارق‌العاده توسط عیسی بن سلمان آل خلیفه.[۲۱]
- فرانسه: افسر بزرگ لژیون دونور.
- ایتالیا: صلیب بزرگ شوالیه نشان شایستگی جمهوری ایتالیا.[۲۲]
- کویت: دریافت گردنبند مبارک بزرگ.
- عمان: دریافت نشان مدنی درجه یک مدال عمان (۲۲ نوامبر ۲۰۲۱).[۲۳][۲۴]
- پاکستان: دریافت کننده نشان پاکستان.[۲۵]
- سنگاپور: عضو درجه اول نشان نیلا اوتاما.
- سودان: دریافت کننده زنجیره افتخار.
- تونس: دریافت طناب بزرگ جمهوری تونس.[۲۶]
- امارات متحده عربی: دریافت بالاترین درجه مدنی نشان زاید.[۲۱]

### جوایز
- مصر
  - الأهرام روزنامه: «بهترین شخصیت ورزشی در جهان عرب» - ۲۰۰۶.[۲۷]
- کمیته بین‌المللی المپیک
  - شورای المپیک آسیا: دریافت کننده بالاترین «جایزه شایستگی» - ۲۰۰۷.[۲۱]